# آدم جيورجي
آدم جيورجي (بالمجرية: György Ádám)‏ هو ملحن وعازف بيانو ولاعب كرة قدم مجري، ولد في 28 يناير 1982 في Pomáz ‏ في المجر.

## وصلات خارجية
- الموقع الرسمي